# 板倉寛樹
板倉 寛樹（いたくら ひろき、1990年9月8日 - ）は、栃木県栃木市出身の日本のプロ野球選手（外野手）、野球指導者。右投左打。日米の複数の独立リーグ球団でプレーした。

## 経歴

### プロ入りまで
佐野日本大学高等学校を経て日本大学に進むが、中退した。2010年にベースボール・チャレンジ・リーグ（ルートインBCリーグ）のトライアウトを受験し、信濃グランセローズから12月のリーグドラフトで指名を受ける。

### プロ入り後
2011年は43試合に出場して打率.271の成績だった。翌2012年のシーズン開幕後に信濃を退団、5月21日に同じリーグの富山サンダーバーズ（現・富山GRNサンダーバーズ）に入団した。
2013年シーズン開幕前にアメリカ合衆国のテキサス・ウィンターリーグでテキサス・サンダーに派遣され、首位打者を獲得した。これを受けて、3月29日にユナイテッドリーグ・ベースボールのリオグランデバレー・ホワイトウィングスに移籍した。アメリカではホワイトウィングスからフォートワース・キャッツに移る。その後帰国して、8月15日に富山に再入団した。富山（2015年より富山GRNサンダーバーズに改称）では2015年までプレーする。
2015年シーズン終了後に四国アイランドリーグplusのトライアウトを受験してリーグのドラフト会議で香川オリーブガイナーズより指名され、入団した。香川でプレーした2016年は、リーグの外野手ベストナインに選出された。香川にはNPB入りする目的で加入したものの、それが叶わなかったため1シーズンで退団した。退団時のインタビューで「現実的にNPBを目指せる場所を目指します」とコメントした。
2017年はこの年からBCリーグに加入した栃木ゴールデンブレーブスに所属し、自ら立候補してチームの初代主将を務めた。開幕時の報道では「地元」である栃木への加入について「率直にうれしい」とコメントした。シーズン終了後に退団する。
2018年に再び渡米し、カナディアン・アメリカン・リーグのロックランド・ボールダーズに所属した。
2019年はエンパイア・プロフェッショナル・ベースボール・リーグのサラナックレイク・サージ (2019)とプラッツバーグ・サンダーバーズ、2020年はアメリカン・アソシエーションのシカゴ・ドッグスで、それぞれプレーした。
2022年はフロンティアリーグのエンパイアステート・グレイズでプレー。
一方、アメリカではエンパイア・プロフェッショナル・ベースボール・リーグのジャパンアイランダーズのオーナーも務めており、2022年には女子選手の桑本輝良を日本から呼び寄せてプレーさせている。

## 詳細情報

### 国内独立リーグの打撃成績
出典は各リーグの年度別個人打撃成績。
| 年 度    | 球 団    | 試 合 | 打 席 | 打 数 | 得 点 | 安 打 | 二 塁 打 | 三 塁 打 | 本 塁 打 | 塁 打 | 打 点 | 盗 塁 | 盗 塁 死 | 犠 打 | 犠 飛 | 四 球 | 敬 遠 | 死 球 | 三 振 | 併 殺 打 | 打 率 | 出 塁 率 | 長 打 率 | O P S |
| -------- | -------- | ----- | ----- | ----- | ----- | ----- | -------- | -------- | -------- | ----- | ----- | ----- | -------- | ----- | ----- | ----- | ----- | ----- | ----- | -------- | ----- | -------- | -------- | ----- |
| 2011     | 信濃     | 43    | -     | 70    | 12    | 19    | 2        | 3        | 0        | 27    | 8     | 1     | -        | 4     | 0     | 7     | -     | 1     | 18    | -        | .271  | .346     | .386     | .732  |
| 2012     | 信濃     | 2     | 0     | 0     | 0     | 0     | 0        | 0        | 0        | 0     | 0     | 0     | 0        | 0     | 0     | 0     | -     | 0     | 0     | 0        | .000  | .000     | .000     | .000  |
| 2012     | 富山     | 50    | 137   | 130   | 16    | 36    | 1        | 0        | 0        | 37    | 8     | 6     | -        | 0     | 1     | 4     | -     | 2     | 19    | 0        | .277  | .307     | .285     | .591  |
| '12計    | 富山     | 52    | 137   | 130   | 16    | 36    | 1        | 0        | 0        | 37    | 8     | 6     | -        | 0     | 1     | 4     | -     | 2     | 19    | 0        | .277  | .307     | .285     | .591  |
| 2013     | 富山     | 13    | 60    | 56    | 9     | 21    | 0        | 2        | 0        | 25    | 9     | 2     | -        | 0     | 2     | 2     | -     | 0     | 16    | 0        | .375  | .383     | .446     | .830  |
| 2014     | 富山     | 44    | 133   | 124   | 9     | 31    | 2        | 1        | 1        | 38    | 19    | 2     | -        | 0     | 2     | 5     | -     | 2     | 28    | 4        | .250  | .286     | .306     | .592  |
| 2015     | 富山     | 61    | -     | 200   | 20    | 45    | 7        | 2        | 1        | 59    | 23    | 4     | -        | 1     | 0     | 13    | -     | 0     | 46    | 8        | .225  | .272     | .295     | .567  |
| 2016     | 香川     | 61    | 188   | 176   | 19    | 50    | 7        | 0        | 3        | 66    | 23    | 2     | -        | 0     | 1     | 10    | -     | 1     | 34    | -        | .284  | .324     | .375     | .699  |
| 2017     | 栃木     | 68    | -     | 247   | 18    | 69    | 12       | 3        | 2        | 93    | 29    | 2     | -        | 10    | 3     | 14    | -     | 4     | 42    | 1        | .279  | .325     | .377     | .701  |
| BCL：6年 | BCL：6年 | 281   | -     | 827   | 84    | 221   | 24       | 11       | 4        | 279   | 96    | 17    | -        | 15    | 8     | 45    | -     | 9     | 169   | -        | .277  | .309     | .337     | .647  |
| IL：1年  | IL：1年  | 61    | 188   | 176   | 19    | 50    | 7        | 0        | 3        | 66    | 23    | 2     | -        | 0     | 1     | 10    | -     | 1     | 34    | -        | .284  | .324     | .375     | .699  |

### 背番号
※日本の独立リーグのみ
- 6（2011年 - 2012年途中）
- 39 （2012年5月21日 - 2013年3月29日、2013年8月15日 - 2016年）
- 9 （2017年）